# 国民感情
国民感情（こくみんかんじょう）とは、国家においての一般庶民である国民が、自分の国家や国家の政治家に対して抱いている感情である。これは国家の上層部が公式に発表している声明とは異なった形に国民が抱いているということである。現代の日本であったならば、外国との領土問題などが発生しているということから、この当事国にたいしての日本国民による国民感情が悪化しているなどといった形で報道されていることがある。